# Take a Bow (Rihanna)
Take a Bow è una canzone scritta da Ne-Yo e Stargate e inserita nella nuova edizione del terzo album di Rihanna Good Girl Gone Bad intitolata Good Girl Gone Bad Reloaded. Si tratta del quinto singolo estratto dall'album Good Girl Gone Bad, ma il primo singolo estratto dalla riedizione dell'album Good Girl Gone Bad: Reloaded.

## Pubblicazione
La première della canzone è avvenuta su KISS-FM il 14 marzo 2008 e ha debuttato alla posizione 45 degli airplay radio.
Il singolo in Italia è uscito nel giugno 2008.
Dopo sole 5 settimane Take a Bow raggiunge la vetta della Billboard Hot 100, passando dalla posizione #53 direttamente alla prima posizione, e diventando il terzo singolo di Rihanna in vetta alla classifica digitale statunitense. Inoltre, la stessa settimana in cui arriva alla numero 1 nella Billboard Hot 100, Rihanna guadagna la prima posizione in Canada. Una settimana dopo, Take a Bow, si trova anche in vetta alle classifiche di vendita britanniche, irlandese e neozelandese.

## Video musicale
Il video è stato girato a Venice, California ed è condiviso in due parti: una in cui Rihanna veste completamente di nero e canta su uno sfondo altrettanto nero, un'altra in cui si trova in un appartamento di un hotel.
Nella prima parte del video si vede un ragazzo che interpreta la parte dell'ex fidanzato di Rihanna, che tenta di chiedere scusa alla cantante da dietro la porta dell'appartamento.
In un secondo momento Rihanna esce dal garage con un'auto lussuosissima, e nuovamente il ragazzo tenta di chiederle scusa.
Il video termina con Rihanna che brucia i vestiti del suo ex davanti ai suoi occhi.
Il video della canzone è stato girato il 2 aprile 2008 ed è stato pubblicato su YouTube sabato 26 aprile 2008.

## Tracce
UK/EU & AU 2-track CD
1. Take a Bow (Album Version) – 3:50
2. Don't Stop the Music (Solitaire's More Drama Remix) – 8:05

EU Maxi CD
1. Take a Bow (Album Version) – 3:52
2. Don't Stop the Music (Solitaire's More Drama Remix) – 8:07
3. Take a Bow (Instrumental) – 3:53
4. Take a Bow (Video)

## Classifiche

### Classifiche settimanali
| Classifica (2008) | Posizione massima |
| ----------------- | ----------------- |
| Australia         | 3                 |
| Austria           | 6                 |
| Belgio (Fiandre)  | 13                |
| Belgio (Vallonia) | 15                |
| Canada            | 1                 |
| Danimarca         | 1                 |
| Finlandia         | 17                |
| Francia           | 12                |
| Germania          | 6                 |
| Irlanda           | 1                 |
| Norvegia          | 5                 |
| Nuova Zelanda     | 2                 |
| Paesi Bassi       | 10                |
| Regno Unito       | 1                 |
| Stati Uniti       | 1                 |
| Svezia            | 12                |
| Svizzera          | 7                 |

### Classifiche di fine anno
| Classifica (2008) | Posizione |
| ----------------- | --------- |
| Australia         | 25        |
| Austria           | 21        |
| Belgio (Fiandre)  | 61        |
| Canada            | 17        |
| Francia           | 62        |
| Germania          | 35        |
| Irlanda           | 8         |
| Nuova Zelanda     | 16        |
| Paesi Bassi       | 50        |
| Regno Unito       | 20        |
| Stati Uniti       | 12        |
| Svezia            | 74        |
| Svizzera          | 36        |